# روبن غريني (لاعب كريكت)
روبن غريني (بالإنجليزية: Robin Greene)‏ (1 نوفمبر 1931 في جنوب أفريقيا - 15 أغسطس 2014) هو لاعب كريكت جنوب أفريقي. لعب مع نادي مقاطعة غلوستر للكريكت ‏.

## وصلات خارجية
- روبن غريني على موقع إي آس بي آن كريك إنفو (الإنجليزية)